# Mozilla Application Suite
La Mozilla Application Suite (originalment Mozilla, Mozilla Suite, i actualment SeaMonkey) és una suite d'Internet lliure, gratuïta, i multiplataforma que consta d'un navegador web, un client de correu electrònic, un editor HTML i un client IRC. El seu desenvolupament el va iniciar Netscape Communications Corporation, abans de la seva adquisició per AOL. Està basada en el codi font de Netscape Communicator. El desenvolupament va ser organitzat per Organització Mozilla des de l'any 1998 fins al 2003, i per la Fundació Mozilla des del 2003 fins al 2006.